# Ганс Генрік Вінд
Ганс Генрік «Гассє» Вінд(фін. Hans Henrik «Hasse» Wind ; нар. 30 липня 1919, Таммісаарі — 24 липня 1995 Тампере) — фінський льотчик та повітрятий ас, учасник Другої світової війни. Виконав 302 бойових виліта та здобув 75 підтверджених повітряних перемог.